# Modisimus tzotzile
Modisimus tzotzile là một loài nhện trong họ Pholcidae. Loài này được phát hiện ở México.